# Steiermärkische Rechtsanwaltskammer
Die Rechtsanwaltskammer Steiermark ist die Standesvertretung der in der Steiermark niedergelassenen Rechtsanwälte und Rechtsanwaltsanwärter. Ihren Sitz hat die Rechtsanwaltskammer in Graz, wo sich mit dem Landesgericht Graz auch eines der zwei höchsten Organe der Rechtsprechung der Steiermark befindet (ein weiteres Landesgericht befindet sich in Leoben). Präsident der Rechtsanwaltskammer Steiermark ist derzeit Michael Kropiunig.

## Geschichte
Die Advokatenkammer für die Steiermark wurde im Februar 1850 provisorisch konstituiert und durch das Justizministerium bestätigt. Die offizielle Gründungsversammlung musste verschoben werden, da die Steiermark über kein Appellationsgericht (Oberlandesgericht) verfügte (siehe § 1 der provisorischen Advokatenordnung). Der Grazer Advokat Anton Murmayer (* 12. Juni 1778 – † 6. Jänner 1856) berief sodann am 3. November 1850 die erste offizielle Sitzung der Advokatenkammer ein und wurde auch zu deren ersten Präsidenten gewählt (Stellvertreter wurde Anton Wasserfall, Edler von Rheinbrausen, * 7. Juni 1803 – † 20. März 1871. Von 1855 bis 1870 Präsident der Advokatenkammer Steiermark).
Die am 6. Juli 1868 geschaffene Advokatenordnung (RGBO 96) enthielt die wichtigsten Kernbereiche der anwaltlichen Berufsregeln. Unter anderem wurde
- der Wirkungsbereich des Ausschusses der Kammern um das Recht zur Listenführung über die im Kammersprengel wohnhaften Advokaten erweitert (Advokatenbuch, Matrikel) und
- durfte der Ausschuss Gutachten über die Angemessenheit von Rechtsanwaltshonoraren abgeben und
- bei Streitigkeiten zwischen Kammermitgliedern versuchen, eine gütliche Einigung zu erzielen.

Zudem wurde die Advokatur freigegeben.
Mit Gesetz vom 1. April 1872 wurde den Rechtsanwaltskammern die Aufsicht und Disziplinargewalt über die in die Advocatenliste eingetragenen Advokaten überantwortete. Das damals begründete System besteht weitgehend bis heute.
Ein von der Steiermärkischen Advokatenkammer mit 16. Mai 1908 datiertes Formular über „ungerechtfertigte Ermäßigung“ von den der gerichtlichen Bestimmung unterliegenden Kosten, „ungemessenes Verhalten einzelner Richter und sonstiger staatlicher Justizverwaltungsorgane“ sowie die „den Standesinteressen zuwiderlaufende Behandlung von Armenrechtssachen“, welche durch eine Umfrage unter den Kammermitgliedern erhoben wurde, kann als Grundlage der heute bestehenden Wahrnehmungsberichte gesehen werden.
Durch den Anschluss Österreichs an das Deutsche Reich (siehe: Österreich in der Zeit des Nationalsozialismus) wurde die Autonomie (Selbstverwaltung) der österreichischen Rechtsanwaltskammern bald beseitigt. Zahlreiche in der Steiermark eingetragene Rechtsanwälte wurden aus der Liste gestrichen. Die Zahl der am 1. Jänner 1938 in der Rechtsanwaltsliste der steiermärkischen Rechtsanwaltskammer eingetragenen Anwälte wurde bis zum 31. Dezember 1938 von 303 auf 262 vermindert (Rechtsanwaltsanwärter von 61 auf 23). Ursachen waren Kriegdienstleistungen und die Verordnung vom 31. März 1938, wodurch jüdischen Anwälten die Ausübung ihres Berufes untersagt wurde. Durch die Verordnung vom 27. September 1938 mussten auch „jüdische Mischlinge“ bis zum Jahresende 1938 aus der Liste der Rechtsanwälte gelöscht werden. Auch der ehemalige Landeshauptmann und Präsident der steiermärkischen Rechtsanwaltskammer, Rudolf Trummer, befand sich unter den aus der Liste gelöschten Rechtsanwälten.
Nach dem Krieg wurde Franz Lach, seit 1931 Rechtsanwalt in Graz, zum Präsidenten gewählt. Präsident der Steiermärkischen Kammer nach den ersten freien Wahl im November 1948 wurde Otto Bauer-Mayer (* 20. Jänner 1894; † 1983), welcher diese Funktion bis 1960 innehatte. Er wurde am 23. November 1960 von Franz Ogrinz (* 1897; † 29. September 1979) abgelöst (Präsident der Kammer bis 1969). Leo Kaltenbäck (* 24. August 1909; † 28. Juli 1999), der diese Funktion im November 1969 übernahm, war insgesamt 21 Jahre Kammerpräsident.

## Organisation
Die Standesvertretung ist Mitglied des Österreichischen Rechtsanwaltskammertags, eines Zusammenschlusses der Rechtsanwaltskammern aller österreichischen Bundesländer. Organisatorisch ist die Rechtsanwaltskammer eine Körperschaft des öffentlichen Rechts, die mit dem Recht auf autonome Selbstverwaltung sowie begrenzten hoheitlichen Befugnissen ausgestattet ist.
Die Aufgabengebiete der Rechtsanwaltskammer Steiermark reichen von der Vertretung der Rechtsanwälte über die Begutachtung von Gesetzen und das Erstellen von Gutachten bis zur Überwachung der Einhaltung der Berufspflichten im Wege des Disziplinarrechts. Ebenso werden von den Prüfungskommissären der Rechtsanwaltskammer die Prüfungen der Rechtsanwaltsanwärter und der Richteramtsanwärter durchgeführt.
Oberstes Entscheidungsgremium der Rechtsanwaltskammer ist der Ausschuss, der durch die Vollversammlung der Rechtsanwälte der Steiermark gewählt wird und dem ein Präsident sowie zwei Vizepräsidenten vorstehen. Diesem beigegeben sind der Disziplinarrat und die Prüfungskommissäre, die ebenfalls durch die Vollversammlung bestellt werden.

## Mitgliedschaft
Die Mitgliedschaft in der Rechtsanwaltskammer Steiermark besteht für die eingetragenen Rechtsanwälte (RA) und die Rechtsanwaltsanwärter (RAA). Die Stimmrechte in der Mitgliederversammlung sind zwischen Rechtsanwälten und Rechtsanwaltsanwärtern ungleich verteilt (etwa 1:2 – RA:RAA). Mit der Mitgliedschaft verbunden ist die Verpflichtung zur Bezahlung der Kammerumlage. Zum 1. Februar 2024 waren in der Steiermark 592 Rechtsanwälte eingetragen (zum Vergleich: 1848 waren nur 32 Advokaten in der Steiermark eingetragen, 1871 waren es 114 Mitglieder der Advokatenkammer. Am 1. Jänner 1904 waren 126 und im Jahr 1924 bereits 206 Rechtsanwälte eingetragen).